# Melissa (musikalbum)
Melissa är heavy metal-gruppen Mercyful Fates fullängdsalbum, utgivet 1983. Skivans titel kommer från namnet på en dödskalle tillhörande sångaren King Diamond. Skivan släpptes i remastrad version med sex extraspår 2005.

## Låtlista
All sångtext är skriven av King Diamond, alla låtar är komponerade av Hank Shermann.
| 1. | Evil                           | 4:45 |
| 2. | Curse of the Pharaohs          | 3:57 |
| 3. | Into the Coven                 | 5:11 |
| 4. | At the Sound of the Demon Bell | 5:23 |

| 5. | Black Funeral | 2:50  |
| 6. | Satan's Fall  | 11:23 |
| 7. | Melissa       | 6:40  |

| 8.  | Black Masses (Outtake)                      | 4:31  |
| 9.  | Curse of the Pharaohs (BBC Radio 1 Session) | 3:52  |
| 10. | Evil (BBC Radio 1 Session)                  | 4:02  |
| 11. | Satan's Fall (BBC Radio 1 Session)          | 10:29 |
| 12. | Curse of the Pharaohs (Demo)                | 4:26  |
| 13. | Black Funeral (Demo)                        | 2:54  |

## Medverkande
- King Diamond – sång
- Hank Shermann – gitarr
- Michael Denner – gitarr
- Timi Hansen – bas
- Kim Ruzz – trummor